# Министр экономики Финляндии
Министр экономики Финляндии (фин. elinkeinoministeri, швед. näringsminister) — один из двух руководителей (второй — министр занятости) Министерства экономического развития и занятости Финляндии, отвечающий за экономическую сферу.
С 10 декабря 2019 года министром экономики является Мика Линтиля из Финляндского центра.

## Список министров экономики с 2008 года
| # | Фото | Министр          | Срок полномочий                                                 | Партия                | Правительство                              |
| - | ---- | ---------------- | --------------------------------------------------------------- | --------------------- | ------------------------------------------ |
| 1 |      | Маури Пеккаринен | 1 января 2008 — 22 июня 2011                                    | Финляндский центр     | Второй кабинет Ванханена Кабинет Кивиниеми |
| 2 |      | Юри Хякямиес     | 22 июня 2011 — 16 ноября 2012                                   | Национальная коалиция | Кабинет Катайнена                          |
| 3 |      | Ян Вапаавуори    | 16 ноября 2012 — 29 мая 2015                                    | Национальная коалиция | Кабинет Катайнена Кабинет Стубба           |
| 4 |      | Олли Рен         | 29 мая 2015 — 29 декабря 2016                                   | Финляндский центр     | Кабинет Сипиля                             |
| 5 |      | Мика Линтиля     | 29 декабря 2016 — 6 июня 2019 10 декабря 2019 — настоящее время | Финляндский центр     | Кабинет Сипиля Кабинет Марин               |
| 6 |      | Катри Кулмуни    | 6 июня 2019 — 10 декабря 2019                                   | Финляндский центр     | Кабинет Ринне                              |